# نام تجاری الکترونیکی
الگو:تمیز

## مقدمه
امروزه با ظهور پدیدهٔ [دهکدهٔ جهانی]، سازمان‌ها می‌بایست با بکارگیری استراتژی‌های نوین، کسب و کار خود از دنیای واقعی به دنیای مجازی انتقال دهند،از جمله مارک تجاری خود را یک مارک تجاری (برند یا نشان تجاری) وجه تمایز محصولات و خدمات شرکت از سایر رقباست.امروزه مارک‌های تجاری به سمبل‌های سرمایه‌داری بین‌المللی تبدیل شده‌اند و ارزیابی شرکت‌ها از سوی مشتریان را امکان‌پذیر می‌کنند به گونه‌ای که اغلب مشتریان حتی حاضرند برای یک مارک تجاری قدرتمند بهای بیشتری بپردازند چرا که مارک‌های تجاری روش جدیدی از زندگی را به نمایش می‌گذارند و مجموعه‌ای از ایده‌های نو را عرضه می‌کنند. برای اینکه شرکت‌ها از طریق علائم تجاری خود بتوانند به ایجاد و حفظ اعتماد مشتری بپردازند، نیازمند تبلیغات پرهزینه و بازایابی خوب و قدرتمند هستند. تبلیغات نامناسب، افت ناچیز در کیفیت محصولات، می‌تواند باعث گریز آن مشتری از بازار مصرف آن مارک تجاری شود.
شرکت‌ها به کمک علائم تجاری قدرتمند می‌توانند خود را از نظر راهبردی برای آینده تثبیت کرده و با رقبای بالقوه‌ای که بازارهای جهانی را تحت کنترل دارند به‌طور مؤثر رقابت کنند. بنابراین می‌توان گفت که شرکت‌ها باید برای کسب اعتبار جهانی، ورود به بازارهای جدید، رشد درازمدت، کاهش هزینه وافزایش تولید، اقدام به ایجاد، تثبیت و مدیریت علائم تجاری خود کنند. در مقاله به شرح استفاده از استراتژی‌های مناسب برای طراحی E-brand پرداخته شده‌است.

## قوانین تثبیتنام تجای
امروزه جریان بازاریابی به حدی پیچیده و گیج‌ کننده‌است که در هر سازمان و شرکتی به صورت جداگانه بخشی برای بازاریابی منظور شده و گروه‌های فعال و مختلفی در آن به فعالیت می‌پردازند. هماهنگی و یکپارچه سازی این گروه‌ها خود مستلزم فعالیتی گسترده‌است. حال هدف از بازاریابی چیست؟ به اعتقاد ما هدف چیزی جز تثبیت نام تجاری نیست. بازاریابی نام تجاری کالا را در اذهان مصرف‌کننده تثبیت می‌کند. پس در دنیای امروز اگر نتوانیم یک نام تجاری قدرتمند ایجاد کرده و آن را در ذهن مصرف‌کننده تثبیت کنیم بسته‌بندی‌های زیبا و چشم‌گیر، بهبودکالا و تبلیغات که هزینهٔ سرسام‌آوری برای ما دربر دارد هیچ‌کدام نمی‌توانند ما را به عنوان یک نام تجاری قدرتمند مطرح کنند. در واقع ما با بازاریابی نام تجاری خود را معرفی کرده و به ثبت آن می‌پردازیم. در بسیاری از شرکت‌ها بررسی دقیق و متوالی نظرات و افکار مشتری در شرایطی که بازار با تراکم شدیدی مواجه‌است کمک می‌کند که بودجهٔ رو به افزایش بازاریابی و گام‌های برداشته شده و در حال تداوم برای نوآوری و بهره‌گیری از تجارب گذشتهٔ شرکت، برای رسیدن به خواست‌های مشتری، اثربخشی بیشتری از خود نشان دهد. در حقیقت شرکت‌ها به اهمیت تجربهٔ مشتری پی برده‌اند.

### طراحی E-brand
امروزه با استفاده از امکاناتی که اینترنت در اختیار بشر قرار می‌دهد می‌توان ازاستراتژی‌های مناسبی به منظور افزایش ارزش و کارایی طراحی یک e-brand استفاده کرد. در این راستا می‌توان یک محیط مجازی مطابق با نیازهای مشتریان ایجاد کرد به نحوی که e-brandهای به کار رفته در این دنیای مجازی می‌توانند محیط رقابتی مناسب‌تری را نسبت به مارک تجاری شرکت‌های سنتی که در دنیای واقعی گسترش می‌یابند فراهم کنند.
در عصر فعلی بازار رقابتی به سمت جلب رضایت مشتری و بهینه‌کردن زنجیرهٔ تاًمین پیش می‌رود. برای نیل به این هدف در اینترنت، e-brandهای مختلفی توسعه یافته‌اند و بسیاری از شرکت‌هایی که برای داد و ستد از روش‌های سنتی استفاده می‌کردند، مارک‌های تجاری خود را از دنیای واقعی به دنیای اینترنت انتقال داده‌اند.

## نتیجه‌گیری
بعد از خلق هر نام تجاری، شرکت باید حداکثر تلاش خود را در زمینهٔ تثبیت آن نام در ذهن مصرف‌کننده انجام دهد. البته برای باقی ماندن در گردونهٔ رقابتی، پس از تولد یک نام تجاری باید به تبلیفات و تداوم در کیفیت محصول پرداخت که برای نیل به این هدف می‌توان از راهکارها و تجربیات شرکت‌های صاحب‌نام و موفق استفاده کرد. امروزه شرکت‌ها برای انتقال نام‌های تجاری خود از دنیای offline به دنیای online از استراتژی‌ها و متدولوژی‌های مناسب برای طراحی E-brand خود استفاده می‌کنند. امید است با تحقیقات بیشتر و ارائهٔ راهکارهای شایسته‌تر، شرکت‌های آسیایی نیز بتوانند از عهدهٔ رقابت‌های در حال افزایش در مقابل علائم تجاری بین‌المللی برآیند و به بازارهای جهانی نفوذ کنند.

## مطالب مرتبط
- مدلهای کسب وکار در فضای Online
- تاریخ فناوری
- مهندسی فناوری اطلاعات
- فناوری اطلاعات
- مدلهای کسب و کار تبلیغات اینترنتی
- نقش فناوری اطلاعات در جهانی شدن رفتار خرید کسب و کار
- نام تجاری